# Judo aux Jeux de la Francophonie de 2005
Navigation
Édition précédente Édition suivante
La compétition de judo aux Jeux de la Francophonie de 2005 est la 5e édition de l'épreuve de judo lors des Jeux de la Francophonie.

## Résultats

### Podiums

#### Femmes[1]
| Épreuves                          | Or                   | Argent                  | Bronze                                          |
| --------------------------------- | -------------------- | ----------------------- | ----------------------------------------------- |
| Moins de 48 kg Poids super-légers | Émilie Lafont (FRA)  | Bianca Ockedahl (CAN)   | Isabel Latulippe (CAN) Hanatou Ouelogo (BUR)    |
| Moins de 52 kg Poids mi-légers    | Ioana Aluas (ROU)    | Delphine Delsalle (FRA) | Hortense Diédhiou (SEN) Clarissa Ebrottie (CIV) |
| Moins de 57 kg Poids légers       | Barbara Harel (FRA)  | Séverine Nébié (BUR)    | Hajer Barhoumi (TUN) Jennifer Landry (CAN)      |
| Moins de 63 kg Poids mi-moyens    | Rizlen Zouak (FRA)   | Isabelle Pearson (CAN)  | Jenny Bonsant (CAN) Fanta Keita (SEN)           |
| Moins de 70 kg Poids moyens       | Mylène Chollet (FRA) | Stefani Howorun (CAN)   | Jocel McGrandel (CAN) Houda Miled (EGY)         |
| Moins de 78 kg Poids mi-lourds    | Lucie Louette (FRA)  | Yousra Zribi (TUN)      | Marylise Lévesque (CAN)                         |
| Plus de 78 kg Poids lourds        | Samah Ramadan (EGY)  | Sédrine Portet (FRA)    | Nihel Cheikhrouhou (TUN)                        |

#### Hommes[2]
| Épreuves                          | Or                             | Argent                     | Bronze                                            |
| --------------------------------- | ------------------------------ | -------------------------- | ------------------------------------------------- |
| Moins de 60 kg Poids super-légers | Baptiste Leroy (FRA)           | Médaille non attribuée     | Younes Ahamdi (MAR) Yung Gascard (BEL)            |
| Moins de 66 kg Poids mi-légers    | Amin El Hadi (EGY)             | Abdou Alassane Djibo (NIG) | Stéphane Biez (FRA) Rachid Rguig (MAR)            |
| Moins de 73 kg Poids légers       | David Euranie (FRA)            | Hamed Ibraim Meite (CIV)   | Claudiu Bastea (ROU) Nicholas Tritton (CAN)       |
| Moins de 81 kg Poids mi-moyens    | Youssef Badra (TUN)            | Safouane Attaf (MAR)       | Karimou Boubacar (NIG) Christophe Van Dijck (BEL) |
| Moins de 90 kg Poids moyens       | Matthieu Dafreville (FRA)      | Abdelhak Tabach (MAR)      | Dieudonne Dolassem (CMR) Hecham Mesbah (EGY)      |
| Moins de 100 kg Poids mi-lourds   | David Bozouklian (FRA)         | Daniel Brata (ROU)         | Aly Zhein Elsherif (EGY) Carl Trottier (CAN)      |
| Plus de 100 kg Poids lourds       | Jean-Sébastien Bonvoisin (FRA) | Anis Chedly (TUN)          | Islam El Shehaby (EGY) Mohammed Merbah (MAR)      |

### Tableau des médailles
| Rang  | Nation                           | Or | Argent | Bronze | Total |
| ----- | -------------------------------- | -- | ------ | ------ | ----- |
| 1     | France                           | 10 | 2      | 1      | 13    |
| 2     | Égypte                           | 2  | 0      | 4      | 6     |
| 3     | Tunisie                          | 1  | 2      | 2      | 5     |
| 4     | Roumanie                         | 1  | 1      | 1      | 3     |
| 5     | Canada                           | 0  | 3      | 6      | 9     |
| 6     | Maroc                            | 0  | 2      | 3      | 5     |
| 7     | Burkina Faso                     | 0  | 1      | 1      | 2     |
| 8     | Niger                            | 0  | 1      | 1      | 2     |
| 8     | Côte d'Ivoire                    | 0  | 1      | 1      | 2     |
| 10    | Sénégal                          | 0  | 0      | 2      | 2     |
| 11    | Communauté française de Belgique | 0  | 0      | 2      | 2     |
| 12    | Cameroun                         | 0  | 0      | 1      | 1     |
| Total | Total                            | 14 | 13     | 26     | 53    |

### Dopage
Le judoka Epoka Musedju concourant pour la République démocratique du Congo ayant été contrôlé positif lors d'un contrôle antidopage (présence de furosémide), il s'est vu retirer sa médaille d'argent, qu'il avait acquise dans la catégorie des moins de 60 kg.